# 唐加福
唐加福，东北大学流程工业综合自动化国家重点实验室副主任，教授，主要从事制造与服务系统中的运作优化与决策、质量系统工程方面的研究工作。入选中华人民共和国教育部2009年度"长江学者"特聘教授。